# Кашубы (племя)
Кашубы — средневековое славянское племя поморян, которое населяло область от устья Вислы до Жарновского озера. Впервые упоминаются в X веке под именем Kuhsabin арабским путешественником Аль-Масуди.
Потомками этого племени является современный этнос — кашубы, которые не были онемечены или полонизированы и сохранили свои культурные и языковые особенности.